# Canton d'Échirolles-Ouest
Le canton d'Échirolles-Ouest est une ancienne division administrative française située dans le département de l'Isère et la région Rhône-Alpes.

## Géographie
Ce canton était organisé autour d'Échirolles dans l'arrondissement de Grenoble. Son altitude variait de 217 m (Échirolles) à 395 m (Échirolles) pour une altitude moyenne de 242 m.

## Histoire
Le canton d'Échirolles-Ouest a été créé par le décret du 24 janvier 1985 à la suite du démantèlement de l'ancien canton d'Échirolles.
Le 23 novembre 2013, la nouvelle carte cantonale de l'Isère a été présentée par le préfet Richard Samuel et votée par l'Assemblée départementale de l'Isère. Le Conseil d'État publie le décret n°2014-180, le 18 février 2014, validant le redécoupage cantonal du département. Les cantons d'Échirolles-Est et d'Échirolles-Ouest ainsi qu'une commune du canton d'Eybens fusionnent pour reformer le canton d'Échirolles.

## Représentation
| Période | Période          | Identité          | Étiquette | Qualité                                                       |
| ------- | ---------------- | ----------------- | --------- | ------------------------------------------------------------- |
| 1985    | 1993 (démission) | Gilbert Biessy    | PCF       | Technicien Maire d'Échirolles (1981-1999) Député (1993-2007)  |
| 1993    | 2008             | Renzo Sulli       | PCF       | Cadre de fonction territoriale Maire d'Échirolles depuis 1999 |
| 2008    | 2011 (démission) | Guy Rouveyre      | PCF       | Cadre administratif Premier adjoint au maire d'Échirolles     |
| 2011    | 2015             | Élisabeth Legrand | PCF       | Retraitée Adjointe au maire d'Échirolles                      |

## Composition
Le canton de Échirolles-Ouest était composé d'une fraction de la commune d’Échirolles et comptait 19 069 habitants (recensement de 1999 sans doubles comptes).
| Nom                    | Code Insee | Intercommunalité         | Population (dernière pop. légale)               |
| ---------------------- | ---------- | ------------------------ | ----------------------------------------------- |
| Échirolles (chef-lieu) | 38151      | Grenoble-Alpes Métropole | Fraction : 22 548(2012) Commune : 35 875 (2014) |

## Démographie
| 1990   | 1999   | 2006   | 2011   | 2012   |
| ------ | ------ | ------ | ------ | ------ |
| 19 290 | 19 069 | 21 397 | 22 816 | 22 548 |